# Лесное городское поселение
Лесно́е городское поселение — упразднённое муниципальное образование в составе Верхнекамского района Кировской области России. Административный центр — пгт Лесной.

## История
Лесное городское поселение образовано 1 января 2006 года согласно Закону Кировской области от 07.12.2004 № 284-ЗО.
К 2021 году упразднено в связи с преобразованием муниципального района в муниципальный округ.

## Население
| 2009  | 2010  | 2011  | 2012  | 2013  | 2014  | 2015  |
| ----- | ----- | ----- | ----- | ----- | ----- | ----- |
| 6360  | ↗6735 | ↘5391 | ↗6532 | ↘6322 | ↘6045 | ↘5643 |
| 2016  | 2017  | 2018  | 2019  | 2020  | 2021  |       |
| ↘5242 | ↘5104 | ↘4993 | ↘4872 | ↘4739 | ↘3840 |       |

## Состав
В состав городского поселения входят 13 населённых пунктов (население, 2010):
| - пгт Лесной — 5413 чел.; - посёлок Бадья — 7 чел.; - посёлок Боровой — 137 чел.; - ж/д станция Брусничная — 1 чел.; - посёлок Брусничный — 284 чел.; - посёлок Заречный — 245 чел.; - ж/д станция Октябрьская — 1 чел.; | - деревня Октябрьская — 8 чел.; - посёлок Пелес — 0 чел.; - посёлок Полевой-1 — 47 чел.; - посёлок Полевой-2 — 565 чел.; - ж/д станция Раздельная — 7 чел.; - посёлок Чернореченский — 20 чел. |

Посёлки Бадья, Пелес и Чернореченский расположены на территории Гайнского района Пермского края.